# 크림 공화국의 문장

크림 자치 공화국의 국장

크림 자치 공화국의 국장은 1999년 4월 21일에 공식 제정되었다. 빨간색 방패 안에는 은색 그리핀이 그려져 있으며 방패 양쪽에는 두 개의 하얀색 기둥이 그려져 있다. 국장 위쪽에는 태양이 그려져 있고 크림 자치 공화국의 국기 문양을 한 리본에는 크림 공화국의 표어인 "단결 속의 번영"(러시아어: Процветание в единстве)이 러시아어로 쓰여져 있다.

## 같이 보기
- 크림 공화국의 기